# Венера 7
Венера 7 е автоматичен космически апарат, изстрелян от СССР на 17 август 1970 г. 05:38 стандартно време с цел изследване на Венера. Спускаемият апарат навлиза в атмосферата на планетата на 15 декември 1970 г. 05:34 стандартно време и предава данни в продължение на 35 минути преди да достигне до повърхността.

## Техническа характеристика
За конструкцията на Венера 7 са взети предвид данните изпратени при предишните полети. Общата маса на апарата е 1180 kg. Спускаемият модул е с тегло 495 kg. Разчетен е за работа при атмосферно налягане над 150 атмосфери, температура до 540 °C. Предвидено е да работи 30 минути на повърхността. Корпусът на спускаемия апарат е изработен от титан.
Той е със 100 kg по-тежък от спускаемия модул на Венера 5 и Венера 6. Парашутът за спускане има площ на купола 2,8 m2. Изработен е от „стъклонитрон“. Венера 7 разполага с оловно-цинков акумулатор, който се зарежда от слънчевите батерии 15 дни преди достигането на планетата.
Научна апаратура
- Орбитален апарат – прибор КС-18-4М за изучаване на потоците от космически частици

- Спускаем апарат – гамаспектрометър ГС-4 за определяне типа на повърхностните скали на планетата, комплект ИТД за измерване на температурата и атмосферното налягане, прибор ДОУ-1М за измерване на максималното ускорение при забавянето на СА от атмосферата на Венера.

## Полет
Венера-7 е пусната от Байконур на 17 август 1970.
На 2 октомври и 17 ноември са направени две успешни корекции на траекторията на полета. При тези маневри за ориентир е използвано Слънцето. Неуспешни са два опита за корекции (на 27 и 30 сентември) с използване на ориентация по звездата Сириус.
На 15 декември 1970 год, 120 дни след старта, космически апарат Венера-7 достига планетата. По време на аеродинамичното спускане скоростта на апарата е намалена от 11,5 km/s до 200 m/s. При което претоварването му достига 350 g.
Спирачният парашут на спускаемия апарат е отворен на височина 55 km над повърхността на планетата. Налягането в тази точка е било 0,7 атмосфери. На 15 декември 1970 г. в 8 часа 34 минути 10 секунди (в 05:34 стандартно време) спускаемият апарат на „Венера-7“ пръв в света извършва кацане на повърхността на Венера на 2000 km от утринния терминатор на нощната страна. Апаратът каца на място с коодинати 5° южна ш. и 351° изт. д. със скорост 16 м/с. Той изпраща информация в продължение на 53 минути, в това число – 20 минути от повърхността. Измерената там температура е 475±20 градуса, а налягането 90±15 атм.